# قارچ (فیلم)
«قارچ» (فرانسوی: Le champignon‎) فیلمی در ژانر جنایی است که در سال ۱۹۷۰ اکران شد. از بازیگران آن می‌توان به آلیدا والی و کاترین آلگره اشاره کرد.